# Vladimir Petrović (football, 1972)
Pour les articles homonymes, voir Vladimir Petrović et Petrović.
Vladimir Petrović, né le 4 février 1972 à Teslić, est un footballeur croate. Il est attaquant.

## Biographie
Vladimir Petrović joue 34 matchs en division 1 et 26 matchs en division 2 sous les couleurs du Toulouse FC. Il inscrit un total de 19 buts dans les championnats français : 11 en D2 et 8 en D1. Parmi ceux-ci figurent deux buts contre Le Mans UC 72 lors de l'avant-dernière journée de la saison 1999-2000 de seconde division qui sont synonymes de remontée en première division,.
Il dispute également deux matchs en Ligue des champions avec le Dinamo Zagreb.
En juillet 2016 il devient entraineur adjoint du Kapfenberger SV 1919, club qui évolue alors en Erste Liga, la seconde division autrichienne,.